# J·爱德华·戴
詹姆斯·爱德华·戴（James Edward Day，1914年10月11日 - 1996年10月29日），美国商人、政治家，美国民主党人，曾任美国邮政部长（1961年-1963年）。
| 前任： 阿瑟·埃尔斯沃思·萨默菲尔德 | 美国邮政部长 1961年 - 1963年 | 繼任： 约翰·A·格罗诺斯基 |